# 中西 (愛知県の企業)
株式会社中西（なかにし）は、愛知県豊明市のリサイクル・廃棄物処理を行う企業である。近年では一般住宅などの片付けを行う「片付けトントン」のサービスが知られている。

## 概要
1964年に「中西商店」として個人で創業。当初は空ビン商としてのスタートだったが、リターナルビンの取り扱いなどから徐々に取り扱う品目が増え、現在では産業廃棄物・一般廃棄物の収集運搬業の許可を取得している。
1980年代から障害者雇用にも取り組み、2016年1月時点で全従業員の半数を超す30名を雇用している。2020年には令和２年度「障害者雇用優良事業所等の厚生労働大臣表彰」を受賞した。
近年では一般住宅の片づけを行うサービスを「片付けトントン」の名称で立ち上げている。

## 拠点
- 本社
  - 愛知県豊明市栄町高根103番地
- 新佐山工場
  - 愛知県豊明市栄町新左山1-754番地
- 津島市委託業務連絡所
  - 愛知県津島市鹿伏兎町字袴腰地内 津島市鹿伏兎リサイクルセンター内

## 片付けトントン
2015年7月に、片付けサービスの紹介サイトを「片付けトントン」としてリニューアルする。サービスを宣伝する中で、YouTubeで集客するため、動画の配信を開始するが、最初の半年間はコント的な動画をアップしていたことから、集客は芳しくなかったという。そこから方向性を変えて、2016年12月頃から実際の片付け作業をアップし始めたところ、視聴回数などが増えていったという。
動画作成に際してはスタッフが明るく振舞いながら手際よく片付けている様子を集めるようにしており、ゴミ屋敷を深刻なものとしてではなく、大量のごみに悩んでいる人が解決の糸口になるようなものにしたいという意図をもって作成しているという。同じ意図から、収録対象となる物件の名称も、ネガティブにならないよう覚えやすいタイトルをつけるようにしているという。
動画撮影・公開許可については、事前に許可を取得しているという。許可が取得できるケースとしては、退去・解体を予定しており、依頼主が今後居住しないケースが多いという。また、撮影・公開許可が取得できた場合、価格面でも割引などの対応をするという。
なお、YouTubeチャンネルの登録者数は2021年5月時点で25万人以上となっており、再生回数300万回以上となる動画も存在していたが、後述の理由により2022年11月時点では公開を停止している。視聴者については女性が75%だったという。動画へのコメントでは、片付けることに前向きになれたというコメントがあったほか、YouTubeの動画を視聴して求人に応募するなどの影響も出ているという。そのほか、2021年3月には動画に収録できない部分まで含めた清掃・片付けのテクニックをまとめたムック本も出版された。
動画は週1本のペースで公開されていたが、2021年前半には新規投稿が不定期となった。その後2021年11月に、「視聴回数の大幅な増加に伴い、一部のスタッフの私生活やそのご家族にまで影響が及ぶようになってしまった」ことから、今後の投稿内容をスタッフの作業風景などを中心としたものからスタッフの作業風景などを限りなく少なくすることとし、それまでに投稿された動画も2021年11月末に公開停止とした。